# Sistotrema raduloides
Сістотрема тертушкоподібна (Sistotrema raduloides) — вид грибів роду сістотрема (Sistotrema). Гриб класифіковано у 1956 році.

## Будова
Плодове тіло розпростерте, протяжністю до 10 см і більше, пухке, м'яке, біле або жовтувате, з прирослим краєм. Гіменофор складається з конічних шипів розміром 0,1—0,6 мм. Спори веретеноподібно-циліндричні, 2—3 мкм.

## Життєвий цикл
Плодові тіла з'являються в липні-вересні.

## Поширення та середовище існування
Рідкісний голарктичний вид, має переривчасте поширення в Європі, Азії, Північній Америці. Зустрічається в дубових, чорновільхових і ялинових вологих лісах.

## Природоохоронний статус
Включений до Червоної книги Білорусі.